# Хав'єр Санчес (футболіст)
Хав'єр Санчес (ісп. Javier Sánchez, нар. 14 березня 1997, Хетафе) — іспанський футболіст, захисник клубу «Реал Вальядолід».

## Ігрова кар'єра
Народився 14 березня 1997 року в місті Хетафе. Вихованець футбольної школи клубу «Реал Мадрид».
У дорослому футболі дебютував 2015 року виступами за команду «Реал Мадрид Кастілья», а в сезоні 2018/19 провів одну гру за головну команду «вершкових» в Прімері.
Протягом 2018—2019 років захищав кольори клубу «Реал Мадрид».
Влітку 2019 року на умовах оренди перейшов до клубу «Реал Вальядолід», який за рік уклав із захисником повноцінний чотирирічний контракт.